# Alessandro Aronadio
Alessandro Aronadio (Roma, 29 luglio 1975) è un regista e sceneggiatore italiano.

## Biografia
Nato a Roma, nel 2001 consegue una laurea in Psicologia all'università di Palermo, discutendo una tesi finale sul “Doppio nel cinema di David Cronenberg” e nello stesso anno gli viene assegnata una borsa di studio Fullbright per partecipare nel 2002 a un master in regia cinematografica presso la Los Angeles Film School di Hollywood.
Numerosi sono i lungometraggi in cui Aronadio si cimenta, documentari, video clip, spot televisivi, lavorando sia come assistente, sia come aiutoregista. Tra i documentari da lui realizzati si ricordano Sicilia: terra di speranze ed incontri, e Il ritorno dell'elefante (prodotto dalla Just Films), mentre numerosi sono i videoclip, tra cui quello realizzato per il canale televisivo E!Entertainment, che vede come protagonista la band musicale dei REM durante un tour in Italia, e Brain, un videoclip sul gruppo di Father Murphy che viene premiato ottenendo il riconoscimento del primo premio al Filmstock Videoclip Festival.
Fotografo e anche scrittore, Aronadio collabora nel frattempo anche con la rivista di psicologia Gruppi, mentre alcuni suoi racconti sono premiati durante numerosi festival e concorsi, come il racconto Billie Holiday, vincitore del concorso nazionale Trasgressori nel 2000 e successivamente nel 2004, il racconto Dove sei eletto a rappresentare l'Italia durante il festival Internazionale di Letteratura Klandestini. Con La neve, piano si aggiudica il secondo premio al concorso di Bolzano, Autori da scoprire nel 2005.
Diversi riconoscimenti sono stati ottenuti anche per i numerosi cortometraggi, tra cui Eyes Wide Open, Hollywood Stories, e Glorybox, eletto il migliore all'International Student Award, rappresentando l'Italia durante l'XI Biennale dei Giovani Artisti dell'Europa e del Mediterraneo, tenutasi a Atene nel 2003.
Debutta alla regia nel 2010 col film Due vite per caso, presentato nella sezione Panorama del Festival di Berlino. Il film riceve una candidatura al Ciak d'oro nella categoria "migliore opera prima". Per questo film e per La nostra vita, Isabella Ragonese ottiene il Nastro d'argento alla migliore attrice non protagonista.
Orecchie, il suo secondo lungometraggio, riceve una candidatura al Nastro d'argento come migliore commedia, e vince il CinéCiak d'Oro Colpo di Fulmine. Il film vince inoltre il premio Ettore Scola per la migliore regia di opere prime e seconde al Bari International Film Festival, il premio ARCA CinemaGiovani miglior film italiano e la menzione Fedic - Il Giornale del Cibo alla 73ª Mostra internazionale d'arte cinematografica di Venezia.
Il suo terzo lungometraggio, Io c'è, ottiene due candidature ai Nastri d'argento (miglior soggetto e miglior attore di commedia).

## Filmografia

### Regista
- Due vite per caso (2010)
- Orecchie (2016)[10]
- Io c'è (2018)[11]
- Era ora (2022)

### Sceneggiatore
- Due vite per caso, regia di Alessandro Aronadio (2010)
- Che vuoi che sia, regia di Edoardo Leo (2016)
- Orecchie, regia di Alessandro Aronadio (2016)
- Classe Z, regia di Guido Chiesa (2017)
- Io c'è, regia di Alessandro Aronadio (2018)
- Gli uomini d'oro, regia di Vincenzo Alfieri (2019)
- Ritorno al crimine - film Tv, regia di Massimiliano Bruno (2021)
- Era ora, regia di Alessandro Aronadio (2022)

## Riconoscimenti
- 2017 – Mostra internazionale d'arte cinematografica di Venezia
  - Premio Arca Cinema Giovani come miglior film italiano per Orecchie
  - Menzione Fedic – Il Giornale del Cibo
- 2017 – Monte-Carlo Film Festival de la Comédie
  - Premio del pubblico per Orecchie
- 2017 – Bari International Film Festival
  - Premio Ettore Scola per la migliore regia di opere prime e seconde per Orecchie